# Matzendorf-Hölles
Matzendorf-Hölles è un comune austriaco di 2 015 abitanti nel distretto di Wiener Neustadt-Land, in Bassa Austria. È stato istituito nel 1971 con la fusione dei comuni soppressi di Hölles e Matzendorf; capoluogo comunale è Matzendorf.